# 盐井乡 (水城县)
盐井乡，是中华人民共和国贵州省六盤水市水城区一个已撤销的乡级行政区，2015年6月4日，贵州省人民政府批复同意水城县乡镇行政区划调整，撤销盐井乡，将其所辖行政区域划归阿戛镇。